# کلیولند (تگزاس)
کلیولند، تگزاس(به انگلیسی: Cleveland, Texas) شهری در ایالت تگزاس از ایالات جنوبی ایالات متحده آمریکا است. در سرشماری سال ۲۰۰۰، جمعیت این شهر ۷۶۰۵ نفر اعلام شد.